# Гаганьян-1
«Гаганьян-1» (англ. Gaganyaan-1, хинди गगनयान-1) — первый беспилотный космический корабль Индии серии «Гаганьян». Запуск миссии планируется на декабрь 2025 года.

## История
Первоначально запуск был запланирован на декабрь 2020 года, затем на декабрь 2021 года, но он был отложен из-за пандемии COVID-19. План полёта был окончательно готов к апрелю 2022 года, а запуск, как ожидается, состоится в 2024 году, после TV-D1, TV-D2, TV-D3 и TV-D4. В апреле 2022 года было предложено сбросить давление в модуле экипажа, что было сохранено в окончательном планировании.
Первый узел адаптера орбитального модуля (OMA) был поставлен Kineco Kaman Composites 23 декабря 2023 года. OMA представляет собой коническую конструкцию диаметром 4 метра, состоящую из полимеров, армированных углепластиком. Он объединён с кожухом отсека оборудования и модулем эвакуации экипажа. После успешной квалификации двигателей ракеты в феврале 2024 года, миссия запланирована на декабрь 2024 года, после чего запуск был перенесён на февраль 2025 года, а затем - на декабрь 2025 года.

## Цели миссии
Космический корабль «Гаганьян-1» будет запущен с роботом-гуманоидом Вьоммитра с помощью ракеты-носителя LVM-3 с Космического центра имени Сатиша Дхавана и выведен на орбиту 170 x 408 км. Переход с выведенной орбиты на более круговую орбиту запланирован в апогее третьего витка вокруг Земли. Посадка должна следовать той же схеме, что и у TV-D1.
После этой миссии Индийская организация космических исследований (ISRO) проведёт ещё четыре теста аварийного прекращения полёта перед запуском «Гаганьян-2» с роботом-гуманоидом Вьоммитра, который, как позже было решено, также полетит и на «Гаганьян-1».

## Подготовка к полёту
Ступень L110 для ракеты-носителя LVM-3 прибыла в Космический центр имени Сатиша Дхавана в июле 2024 года, за ней последовали ускорители S200. Другая верхняя ступень, C-32, будет использоваться вместо C-25 для этой миссии. По состоянию на октябрь 2024 года, C-32 проходит испытания для полёта.
Систему аварийного спасения также привезли в Космический центр имени Сатиша Дхавана. Модуль Crew находится на этапе интеграции — испытания двигательных и механических систем в Космическом центре имени Викрама Сарабхаи (VSSC), а электропроводка сервисного модуля будет перевозить Вьоммитру, а также негерметичную инженерную модель системы управления окружающей средой и жизнеобеспечения (ECLSS).
ISRO планирует разместить зафрахтованные суда с группой из восьми учёных на наблюдательных пунктах в Тихом океане и Северной Атлантике для мониторинга беспилотной миссии. Партия с судовым терминалом, электронным оборудованием, антеннами MV-SAT и связанными с ними подсистемами будет отправлена за границу из сети телеметрии, слежения и управления ISRO (ISTRAC) для развёртывания на этих зафрахтованных судах. Это похоже на то, что было сделано для запуска миссии «Мангальян». К декабрю 2024 года все компоненты LVM-3 с человеческим рейтингом прибыли в Космический центр имени Сатиша Дхавана. Также сообщалось, что космический корабль находится на завершающей стадии интеграции. Наземная станция и связанная с ней инфраструктура также были построены перед запуском.
Первый сегмент твердотопливного двигателя был перенесён с производственного завода на стартовый комплекс 13 декабря 2024 года.